# Butrosz Butrosz-Gáli
 Butrosz Butrosz-Gáli (arab írással:بطرس بطرس غالى) (Kairó, 1922. november 14. – Kairó, 2016. február 16.) egyiptomi politikus, 1992 januárja és 1996 decembere között az ENSZ 6. főtitkára. Hivatali ideje alatt olyan konfliktusok történtek, mint Jugoszlávia szétesése és a ruandai népirtás.

## Élete
Kairóban született 1922. november 14-én, kopt keresztény családban, nagyapja, Butrosz Gáli Egyiptom miniszterelnöke volt 1908–1910 között.
1946-ban végzett az Kairói Egyetemen. Nemzetközi jogi diplomáját a Párizsi Egyetemen 1949-ben védte meg. A Columbia Egyetemen tanított 1954–1955-ben, 1963–1964-ben a Hágai Nemzetközi Jogi Akadémia kutatási igazgatója, 1967–1968 a Párizsi Egyetem jogi karának vendégprofesszora.

## Politikai pályafutása Egyiptomban
1974–1977 között a hatalmon lévő Arab Szocialista Unió Központi Bizottságának tagja lett, 1977–től 1991-ig Egyiptom külügyi államminisztere. Ezután külügyminiszter-helyettesként dolgozott ENSZ-főtitkárrá választásáig. Egyiptomi kormánytagsága idején fontos szerepe volt Anvar Szadat és Menáhém Begín izraeli miniszterelnök közötti békemegállapodásban, de 2000-ben kiderült az is, hogy 1990-ben jóváhagyott egy 25 millió dolláros fegyverszállítást a ruandai kormánynak, amit 1994-ben felhasználtak az ottani etnikai tisztogatásban.

## ENSZ-főtitkársága
1992. januári megválasztása idején folyt a közel öt évig tartó szerb-horvát háború. Mivel ellenezte a NATO-bombázásokat a boszniai háború idején, ellenzése jelentős szerepet játszott abban, hogy nem választották újjá. Bírálták az ENSZ tétlenségét 1994-ben a ruandai népirtás során, ahol 1 millió áldozat volt. Nem tudott elegendő támogatást szerezni ahhoz, hogy ENSZ-csapatokat küldhessenek az angolai polgárháborúba. A szomáliai konfliktus kirobbanása idején is csak hosszas huzavona után sikerült elérni az ENSZ békefentartók kiküldését. 1996-ban főtitkári újraválasztását az Amerikai Egyesült Államok vétója megakadályozta.  Butrosz-Gáli volt az egyetlen olyan ENSZ-főtitkár, akit csak egyetlen ciklusra választottak meg, utóda Kofi Annan ghánai politikus lett.

## 1996 után
1997-től 2002-ig a francia nyelvű országok szervezetének, a Frankofóniának volt a főtitkára, tagja volt a hágai Nemzetközi Jogi Akadémia igazgatótanácsának. 2003–2012 között az egyiptomi Emberi Jogok Nemzeti Tanácsának volt az igazgatója.